# Sabine Breitwieser

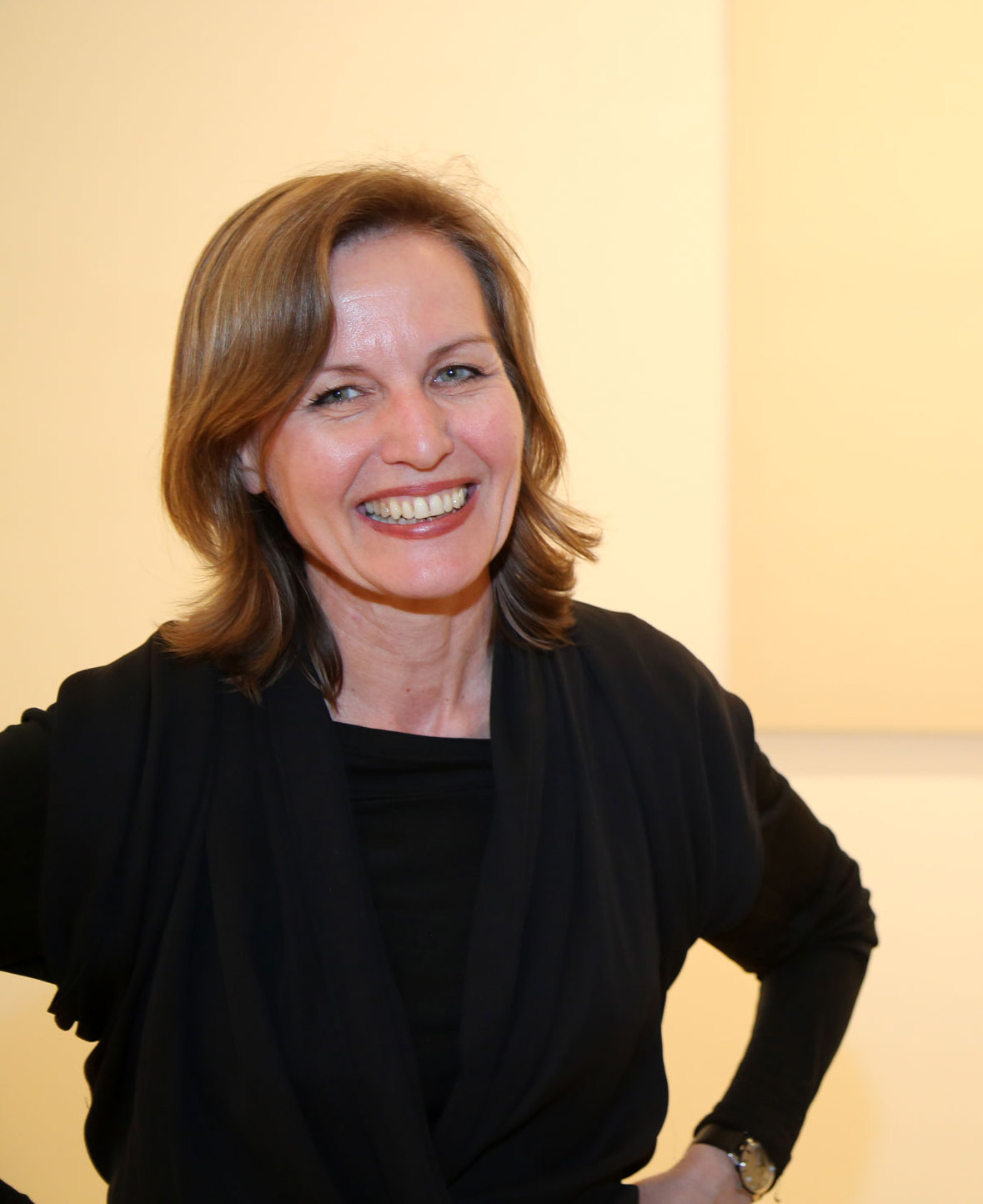
Sabine Breitwieser (2015)

Sabine Breitwieser (* 6. April 1962 in Wels, Österreich) ist eine österreichische Kuratorin, Kunstmanagerin und Publizistin.

## Leben
Nach ihrem Studium der Rechtswissenschaften in Linz promovierte Breitwieser an der Universität Wien als Dr. Juris. Sie war 1988 zunächst Koordinatorin und Kuratorin und von 1991 bis 2007 die erste Künstlerische Leiterin im Vorstand der Generali Foundation (Gründungsdirektorin). In Entwicklung der anfänglichen Pläne für eine Sammlung österreichischer Skulptur baute sie die Kunstsammlung der Generali Foundation mit dem Schwerpunkt konzeptuelle und kritische Kunst aus. Diese Sammlung sowie die von ihr gezeigten Ausstellungen stießen international auf große Anerkennung. 2003 und 2004 war sie eine der Kuratorinnen der International Liverpool Biennale sowie von 2003 bis 2008 Universitätsrätin der Akademie der bildenden Künste Wien. 2007 wurde Sabine Breitwieser Secretary und Treasurer von CIMAM (International Committee for Museums and Collections of Modern Art). Von 2010 bis 2013 war sie Chefkuratorin für Medien- und Performancekunst im Museum of Modern Art (MoMA) in New York. Im gleichen Jahr schloss sie den zweiten Teil ihres im Vorjahr begonnenen und auf zwei Jahre angelegten Projektes Utopie und Monument für den Steirischen Herbst ab. Von 2013 bis 2018 war sie Direktorin des Museum der Moderne Salzburg (MdMS). Im Rahmen ihrer Tätigkeit als Direktorin vereinbarte sie 2014 eine Partnerschaft mit Generali und die Übersiedlung der von ihr aufgebauten Sammlung von Wien an das Museum der Moderne Salzburg. Breitwieser arbeitet darüber hinaus als freie Kuratorin, Dozentin und Autorin zur zeitgenössischen Kunst.

## Kuratierte Ausstellungen (Auswahl ab 2000)

### Museum der Moderne Salzburg
- 2018 Anna Boghiguian
- 2018 Marisa Merz – Der Himmel ist ein weiter Raum
- 2018 30 Jahre Generali Foundation
- 2017 Neues Salzburg
- 2017 Folklore
- 2017 William Kentridge. Thick Time
- 2017 Foto Kinetik
- 2016 Pichler. Radikal
- 2016 Raymond Pettibon
- 2016 Räume schaffen. Aus den Sammlungen
- 2016 Anti:modern. Salzburg in mitten von Europa zwischen Tradition und Erneuerung
- 2016 Kunst-Musik-Tanz. Staging the Derra de Moroda Dance Archives
- 2015 Carolee Schneemann. Kinetische Malerei
- 2015 E.A.T. Experiments in Arts and Technology
- 2015 Wirkliches Leben? Ein Panorama der Sammlungen
- 2015 Andrea Fraser
- 2014 Isa Genzken. Neue Werke
- 2014 Proudly Presenting. Sammlung Generali Foundation
- 2014 Simone Forti. Mit dem Körper denken
- 2014 Kunst/Geschichten
- 2014 Ana Mendieta. Traces

### MoMA – The Museum of Modern Art, New York
- 2013 Isaac Julien. Ten Thousand Waves
- 2013 Isa Genzken. Retrospective
- 2012 Christian Marclay. The Clock
- 2012 Performing Histories
- 2012 MoMA Media Lounge mit Renée Green
- 2012 Words in the world
- 2012 9 Scripts from a Nation at War
- 2011 Combatant Status Review Tribunals
- 2011 Harun Farocki: Images of War (at a Distance)
- 2011 Grand Openings

### Generali Foundation
- 2007 Sammlung
- 2007 Exil des Imaginären
- 2006 Und so hat Konzept noch nie Pferd bedeutet
- 2006 Edward Krasinski. Les mises en scène
- 2006 Kino wie noch nie
- 2005 Wie Gesellschaft und Politik ins Bild kommen
- 2005 Gustav Metzger. Geschichte Geschichte
- 2005 Das Neue Europa
- 2004 Collected views from east or west
- 2004 Theresa Hak Kyung Cha: The Dream of the Audience
- 2004 Dass die Körper sprechen, auch das wissen wir seit langem
- 2003 Sammlung
- 2003 Allan Sekula
- 2003 Geografie und die Politik der Mobilität
- 2002 Designs für die wirkliche Welt
- 2002 Adrian Piper. seit 1965
- 2002 Die Gewalt ist der Rand aller Dinge
- 2001 Hans Haacke. Mia san mia
- 2001 doublelife
- 2000 vivencias / Lebenserfahrung
- 2000 Re-Play. Anfänge internationaler Medienkunst in Österreich
- 2000 Dinge, die wir nicht verstehen

### Sonstige Institutionen
- 2021 Spark Art Fair, Sektionen „Utopia: PostWar“, Wien[7]
- 2020 Up to and Including Limits: After Carolee Schneemann, Muzeum Susch
- 2017 Carolee Schneemann. Kinetic Painting, MoMA PS1, Long Island City
- 2017 Carolee Schneemann. Kinetische Malerei, MMK Museum für Moderne Kunst, Frankfurt
- 2015 Isa Genzken. Neue Werke, MMK Museum für Moderne Kunst, Frankfurt
- 2014 Isa Genzken. Retrospective, Dallas Museum of Art
- 2014 Isa Genzken. Retrospective, MCA Museum of Contemporary Art, Chicago
- 2010 Utopie und Monument II, steirischer herbst
- 2010 Modernologies, MUZEUM | Museum of Modern Art in Warsaw
- 2009 Modernologies – Contemporary artists researching modernity and modernism; Museu d’Art Contemporani, Barcelona
- 2009 Which life? Between Calling and Career; Akademie der bildenden Künste Wien
- 2009 Utopie und Monument I, steirischer herbst
- 2007 For a special place, Austrian Cultural Forum, New York
- 2005 Occupying Space, Haus der Kunst, München; Museum of Contemporary Art, Zagreb
- 2003 Adrian Piper, MACBA Barcelona
- 2003 Adrian Piper – Depuis 1965, Institut d´art contemporain / Frac Rhône-Alpes, Villeurbanne

## Publikationen

### Kataloge und Bücher (Auswahl)
- Marisa Merz. Il cielo è grande spazio / Der Himmel ist ein weiter Raum. Dt. Ausgabe, Salzburg: Museum der Moderne Salzburg, 2018. ISBN 978-3-200-05660-2
- William Kentridge. Thick Time. Hg. von Iwona Blazwick und Sabine Breitwieser. Engl. Ausgabe, London: Whitechapel/Salzburg: Museum der Moderne Salzburg, 2016. ISBN 978-0-85488-250-2
- William Kentridge. Thick Time. Installationen und Inszenierungen. Hg. von Iwona Blazwick und Sabine Breitwieser. Dt. Ausgabe, Salzburg: Museum der Moderne Salzburg/München: Hirmer, 2016. ISBN 978-3-7774-2714-0
- Anti:modern. Salzburg inmitten von Europa zwischen Tradition und Erneuerung. Dt./Engl., Salzburg: Museum der Moderne Salzburg/München: Hirmer, 2016. ISBN 978-3-7774-2696-9
- Carolee Schneemann. Kinetische Malerei (Dt. Ausgabe) und Carolee Schneemann. Kinetic Painting (Engl. Ausgabe). Salzburg: Museum der Moderne Salzburg/München: Prestel, 2015. Dt. ISBN 978-3-7913-5507-8. Engl. ISBN 978-3-7913-5508-5
- E.A.T. – Experiments in Art and Technology. Dt./Engl., Salzburg: Museum der Moderne Salzburg/Köln: Walther König, 2015. ISBN 978-3-86335-783-2
- Andrea Fraser. Dt. und Engl. Ausgabe, Salzburg: Museum der Moderne Salzburg/Ostfildern: Hatje-Cantz, 2015. Dt. ISBN 978-3-7757-4014-2. Engl. ISBN 978-3-7757-4015-9
- Kunst/Geschichten / Art/Histories. Dt./Engl., Salzburg: Museum der Moderne Salzburg/München: Hirmer, 2014. ISBN 978-3-7774-2279-4
- Simone Forti. Mit dem Körper denken (Dt. Ausgabe) und Simone Forti. Thinking with the Body. (Engl. Ausgabe). Salzburg: Museum der Moderne Salzburg/München: Hirmer, 2014. Dt. ISBN 978-3-7774-2277-0. Engl. ISBN 978-3-7774-2278-7
- Ana Mendieta. Traces. Dt. und Engl. Ausgabe. Salzburg: Museum der Moderne Salzburg/Ostfildern: Hatje-Cantz, 2014. ISBN 978-3-7757-3764-7
- Isa Genzken. Retrospective. Engl., New York: The Museum of Modern Art, 2013. ISBN 978-0-87070-886-2
- Utopie und Monument (Dt. Ausgabe) und Utopia and Monument. (Engl. Ausgabe). Graz: steirischer herbst/Wien-New York: Springer Verlag, 2010. Dt. ISBN 978-3-7091-0807-9. Engl. ISBN 978-3-7091-0772-0
- Modernologies. Contemporary Artists Researching Modernity and Modernism (Engl. Ausgabe) und Modernologías. Artistas contemporáneos investigan la modernidad y el modernism (Span. Ausgabe). Barcelona: MACBA/Actar, 2009. Span. ISBN 978-84-92505-21-0. Engl. ISBN 978-84-92505-13-5
- Ausstellungen. Generali Foundation. Exhibitions 1989–2007. Dt./Engl., Wien: Generali Foundation/Köln: Walther König, 2008. ISBN 978-3-901107-54-2
- Edward Krasinski. Les mises en scène. Dt./Engl., Wien: Generali Foundation/Köln: Walther König, 2006. ISBN 3-901107-49-5
- Gustav Metzger. Geschichte Geschichte. (Dt. Ausgabe) und Gustav Metzger. History History. (Engl. Ausgabe). Wien: Generali Foundation/Ostfildern: Hatje-Cantz, 2005. Dt. ISBN 3-901107-46-0. Engl. ISBN 3-901107-47-9
- Occupying Space. Sammlung Generali Foundation Collection. Dt./Engl., Wien: Generali Foundation/Köln: Walther König, 2003. ISBN 3-901107-42-8
- Allan Sekula. Performance under Working Conditions. Dt./Engl., Wien: Generali Foundation/Ostfildern: Hatje Cantz, 2003. ISBN 3-901107-39-8
- Adrian Piper. seit 1965. Metakunst und Kunstkritik. Dt., Wien: Generali Foundation/Köln: Walther König, 2002. ISBN 3-901107-36-3
- Mia san mia. Hans Haacke. Dt./Engl., Wien: Generali Foundation/Dresden: Philo Verlag der Kunst, 2001. ISBN 3-364-00392-0
- double life. Identität und Transformation in der zeitgenössischen Kunst / Identity und Transformation in Contemporary Arts. Dt./Engl., Wien: Generali Foundation/Köln: Walther König, 2001. ISBN 3-901107-28-2
- vivências / Lebenserfahrung / life experience. Dt./Engl., Wien: Generali Foundation/Köln: Walther König, 2000. ISBN 3-901107-28-2
- RE-PLAY. Anfänge internationaler Medienkunst in Österreich / Beginnings of international Media Art in Austria. Dt./Engl., ISBN 3-901107-27-4
- Martha Rosler. Positionen in der Lebenswelt. Dt., Wien: Generali Foundation/Köln: Walther König, 1999. ISBN 3-901107-23-1
- Mary Kelly. Post-Partum Dokument. Dt. Ausgabe, Wien: Generali Foundation/München: Verlag Silke Schreiber und Wien: Generali Foundation/Los Angeles: University of California Press, 1999.
- Mary Kelly. Rereading Post-Partum Document. Dt./Engl., Wien: Generali Foundation, 1999. ISBN 3-901107-25-8
- Pichler. Prototypen 1966–69. Dt./Engl., Wien: Generali Foundation/Salzburg: Residenz Verlag, 1998. ISBN 3-7017-1146-1
- Reorganizing Structure by Drawing Through It. Zeichnung bei Gordon Matta-Clark. Dt./Engl., Wien: Generali Foundation/Köln: Walther König, 1997. ISBN 3-901107-18-5
- White Cube/Black Box. Dt./Engl., Wien: Generali Foundation/Köln: Walther König, 1996. ISBN 3-901107-14-2
- Andrea Fraser. Bericht: EA-Generali Foundation (Dt. Ausgabe) und A. Fraser. Report: EA-Generali Foundation (Engl. Ausgabe). Dt. und Engl. Ausgabe, Wien: Generali Foundation, 1994. Dt. ISBN 3-901107-11-8. Engl. ISBN 3-901107-12-6

### Aufsätze und Texte (Auswahl)
- Die Allgegenwärtigkeit der Fotografie. Interdisziplinäre Ansätze zum Sammeln von Fotografie. Sabine Breitwieser im Gespräch mit Martha Fleming. In: 25 Jahre. Gemeinsam Geschichten(n) Schreiben. Fotomuseum Winterthur/Leipzig: Spector Books, 2018
- From the Fringe: Interdisciplinary Approaches to Collecting Photography. Sabine Breitwieser in conversation with Martha Fleming” (English edition) Fotomuseum Winterthur/Leipzig: Spector Books, 2018
- Choreography, Collection. In: intermsofperformance Hg. Arts Research Center at University of California, Berkeley und The Pew Center for Arts & Heritage, Philadelphia 2016. Hg. Shannon Jackson und Paula Marincola
- In Conversation. Martha Rosler with Sabine Breitwieser. In: Garage Sale Courier. A Newspaper Project by Martha Rosler, Issue 1 and 2, New York, 2012